# 马西莫·贾科波
马西莫·贾科波（義大利語：Massimo Giacoppo，1983年5月10日—），意大利男子水球运动员。他曾代表意大利国家队参加2012年夏季奥林匹克运动会男子水球比赛，获得一枚银牌。